# Ctenolucius hujeta
Ctenolucius hujeta es una especie de peces de la familia Ctenoluciidae en el orden de los Characiformes.

## Morfología
Los machos pueden llegar alcanzar los 22,8 cm de longitud total.
- Número de  vértebras: 42-46.[1][2]

## Hábitat
Es un pez de agua dulce y de clima tropical (22 °C-25 °C).

## Distribución geográfica
Se encuentran en Sur América:  cuencas de los ríos  Magdalena y  Sinú (norte de Colombia) y ríos de la cuenca del lago Maracaibo (noroeste de Venezuela ).